# Perfectly Damaged
Perfectly Damaged är ett studioalbum av Måns Zelmerlöw, utgivet den 3 juni 2015.

## Låtlista
| 1.           | Stir It Up                             | Måns Zelmerlöw, Kris 'Winterlude' Eriksson, Nick Jarl, Gavin Jones                    | Kris 'Winterlude' Eriksson                | 3:24  |
| 2.           | Heroes                                 | Anton Malmberg Hård af Segerstad, Joy Deb, Linnea Deb                                 | Anton Malmberg Hård af Segerstad, Joy Deb | 3:10  |
| 3.           | Someday                                | Måns Zelmerlöw, Joy Deb, Linnea Deb, Anton Malmberg Hård af Segerstad, Nikki Flores   |                                           | 3:13  |
| 4.           | Live While We're Alive                 | Måns Zelmerlöw, Gavin Jones, Alexander Holmgren, Johan Wetterberg                     |                                           | 3:00  |
| 5.           | Let It Burn                            | Måns Zelmerlöw, Brown, Michael Angelo                                                 |                                           | 3:49  |
| 6.           | Should've Gone Home                    | Fredrik Sonefors, Martin Bjelke, Micky Skeel                                          | Fredrik Sonefors, Martin Bjelke           | 3:30  |
| 7.           | Fade Away                              | Måns Zelmerlöw, Søren Mikkelsen, Ana Diaz                                             |                                           | 3:29  |
| 8.           | Hearts Collide                         | Måns Zelmerlöw, Paddy Dalton, Duck Blackwell                                          |                                           | 3:49  |
| 9.           | The Core of You                        | Måns Zelmerlöw, Kris 'Winterlude' Eriksson, Nick Jarl, Tania Doko, Cameron McGlinchey | Kris 'Winterlude' Eriksson                | 3:18  |
| 10.          | Unbreakable                            | Måns Zelmerlöw, Joy Deb, Linnea Deb, Anton Malmberg Hård af Segerstad, Nikki Flores   |                                           | 3:14  |
| 11.          | Kingdom in the Sky                     | Måns Zelmerlöw, Paddy Dalton, Mikkelson, Star For Life                                |                                           | 3:58  |
| 12.          | What's in Your Eyes (med Tilde Vinter) | Måns Zelmerlöw, Paddy Dalton, Mikkelson, Star For Life                                |                                           | 3:50  |
| Total längd: | Total längd:                           | Total längd:                                                                          | Total längd:                              | 41:44 |

## Listplaceringar
| Lista (2015)        | Topplacering |
| ------------------- | ------------ |
| Belgien (Flandern)  | 62           |
| Belgien (Vallonien) | 85           |
| Nederländerna       | 26           |
| Sverige             | 1            |
| Tyskland            | 46           |

### Fotnoter
1. ↑  ”Eurovision Song Contest and New Album”. Måns Zelmerlöws webbplats. 19 maj 2015. Arkiverad från originalet den 9 februari 2009. https://web.archive.org/web/20090209122147/http://mzw.se/. Läst 14 juni 2015.
2. ↑  ”Perfectly Damaged” (på engelska). Discogs. 11 mars 2015. http://www.discogs.com/M%C3%A5ns-Zelmerl%C3%B6w-Perfectly-Damaged/master/844128. Läst 14 juni 2015.
3. ↑  ”Perfectly Damaged”. Ultratop. 11 mars 2015. http://www.ultratop.be/nl/album/434d3/Maans-Zelmerloew-Perfectly-Damaged. Läst 14 juni 2015.
4. ↑  ”Perfectly Damaged”. Ultratop. 11 mars 2015. http://www.ultratop.be/fr/album/434d3/Maans-Zelmerloew-Perfectly-Damaged. Läst 14 juni 2015.
5. ↑  ”Perfectly Damaged”. Dutchcharts. 11 mars 2015. http://dutchcharts.nl/showitem.asp?interpret=M%E5ns+Zelmerl%F6w&titel=Perfectly+Damaged&cat=a. Läst 14 juni 2015.
6. ↑  ”Perfectly Damaged”. Swedishcharts. 11 mars 2015. http://www.swedishcharts.com/showitem.asp?interpret=M%E5ns+Zelmerl%F6w&titel=Perfectly+Damaged&cat=a. Läst 14 juni 2015.
7. ↑  ”Perfectly Damaged”. Germancharts. 11 mars 2015. http://germancharts.de/showitem.asp?interpret=M%E5ns+Zelmerl%F6w&titel=Perfectly+Damaged&cat=a. Läst 14 juni 2015.